# Deníssovo
Deníssovo (en rus: Денисово) és un poble de l'óblast de Lípetsk, a Rússia, que en el cens del 2010 tenia 232 habitants. Pertany al districte rural d'Izmàlkovo.